# 歐韋納特區

35°51′57″N 7°53′14″E / 35.86583°N 7.88722°E
歐韋納特區（阿拉伯语：‎）或歐韋奈區（法語：Daïra d'El Aouinet），是阿爾及利亞的行政區，位於該國東北部，由泰貝薩省負責管轄，首府設於歐韋納特，面積624平方公里，2008年人口32,383，人口密度每平方公里52人。